# Macario de Moscú
San Macario fue el Metropolitano de Moscú y toda Rus entre 1542 y 1563. En los años 1526—1542 fue Arzobispo de Nóvgorod. Era un discípulo de Iósif Vólotski y adversario de las reformas en la ortodoxia.
Ejerció influencia en la política del zar Iván el Terrible a quien había bendecido en su entronización en 1547, así como ofició la posterior boda del zar con Anastasia Románovna Zajárina.
El Metropolitano Macario falleció el 12 de enero de 1563 y estuvo sepultado en la Catedral de la Dormición del Kremlin de Moscú. Fue canonizado por la Iglesia ortodoxa rusa en 1988.